# Remo nos Jogos Olímpicos de Verão de 2008 - Skiff simples feminino
As competições do skiff simples feminino do remo nos Jogos Olímpicos de Verão de 2008 foram realizadas entre os dias 9 e 16 de agosto no Parque Olímpico Shunyi, em Pequim, na China.

## Medalhistas
| Ouro   | BUL Rumyana Neykova   |
| Prata  | USA Michelle Guerette |
| Bronze | BLR Ekaterina Karsten |

## Resultados

### Eliminatórias
- Regras de Qualificação: 1-3->Q, 4..->Q or FE

#### Eliminatórias 1
| # | Atleta          | País          | Tempo   | Notas |
| - | --------------- | ------------- | ------- | ----- |
| 1 | Zhang Xiuyun    | CHN China     | 7:38.16 | Q     |
| 2 | Julia Michalska | POL Polônia   | 7:41.16 | Q     |
| 3 | Sophie Balmary  | FRA França    | 7:47.37 | Q     |
| 4 | Gabriela Best   | ARG Argentina | 7:58.60 | Q     |
| 5 | Soraya Jadue    | CHI Chile     | 8:04.08 | Q     |

#### Eliminatórias 2
| # | Atleta           | País              | Tempo   | Notas |
| - | ---------------- | ----------------- | ------- | ----- |
| 1 | Emma Twigg       | NZL Nova Zelândia | 7:45.18 | Q     |
| 2 | Iva Obradović    | SRB Sérvia        | 7:49.13 | Q     |
| 3 | Nuria Dominguez  | ESP Espanha       | 7:58.03 | Q     |
| 4 | Fabiana Beltrame | BRA Brasil        | 8:08.84 | Q     |
| 5 | Lee Ka Man       | HKG Hong Kong     | 8:23.02 | Q     |

#### Eliminatórias 3
| # | Atleta            | País               | Tempo   | Notas |
| - | ----------------- | ------------------ | ------- | ----- |
| 1 | Ekaterina Karsten | BLR Bielorrússia   | 7:40.03 | Q     |
| 2 | Michelle Guerette | USA Estados Unidos | 7:49.14 | Q     |
| 3 | Shin Yeong-Eun    | KOR Coreia do Sul  | 8:17.40 | Q     |
| 4 | Inga Dudchenko    | KAZ Cazaquistão    | 8:28.24 | Q     |

#### Eliminatórias 4
| # | Atleta          | País              | Tempo   | Notas |
| - | --------------- | ----------------- | ------- | ----- |
| 1 | Rumyana Neykova | BUL Bulgária      | 7:56.07 | Q     |
| 2 | Maira Gonzalez  | CUB Cuba          | 8:07.22 | Q     |
| 3 | Rika Geyser     | RSA África do Sul | 8:20.26 | Q     |
|   | Latt Shwe Zin   | MYA Mianmar       | 8:42.23 | Q     |

#### Eliminatórias 5
| # | Atleta             | País            | Tempo   | Notas |
| - | ------------------ | --------------- | ------- | ----- |
| 1 | Gabriella Bascelli | ITA Itália      | 7:43.67 | Q     |
| 2 | Pippa Savage       | AUS Austrália   | 7:57.95 | Q     |
| 3 | Camila Vargas      | ESA El Salvador | 8:32.06 | Q     |
| 4 | Homa Hosseini      | IRI Irã         | 9:02.12 | FE    |

#### Eliminatórias 6
| # | Atleta             | País                | Tempo   | Notas |
| - | ------------------ | ------------------- | ------- | ----- |
| 1 | Miroslava Knapková | CZE República Checa | 7:51.56 | Q     |
| 2 | Frida Svensson     | SWE Suécia          | 7:56.39 | Q     |
| 3 | Elana Hill         | ZIM Zimbabwe        | 8:35.53 | Q     |
| 4 | Heba Ahmed         | EGY Egito           | 8:46.96 | FE    |

### Quartos-finais
- Regras de Qualificação: 1-3->SA/B, 4..->SC/D

#### Quartos-finais 1
| # | Athlete            | País               | Tempo   | Notas |
| - | ------------------ | ------------------ | ------- | ----- |
| 1 | Michelle Guerette  | USA Estados Unidos | 7:28.91 | SA/B  |
| 2 | Julia Michalska    | POL Polônia        | 7:31.90 | SA/B  |
| 3 | Gabriella Bascelli | ITA Itália         | 7:36.68 | SA/B  |
| 4 | Nuria Dominguez    | ESP Espanha        | 7:49.60 | SC/D  |
| 5 | Inga Dudchenko     | KAZ Cazaquistão    | 8:15.88 | SC/D  |
| 6 | Elana Hill         | ZIM Zimbabwe       | 8:20.84 | SC/D  |

#### Quartos-finais 2
| # | Athlete            | País                | Tempo   | Notas |
| - | ------------------ | ------------------- | ------- | ----- |
| 1 | Miroslava Knapková | CZE República Checa | 7:30.33 | SA/B  |
| 2 | Sophie Balmary     | FRA França          | 7:37.01 | SA/B  |
| 3 | Iva Obradović      | SRB Sérvia          | 7:39.16 | SA/B  |
| 4 | Maira Gonzalez     | CUB Cuba            | 7:45.75 | SC/D  |
| 5 | Camila Vargas      | ESA El Salvador     | 8:11.79 | SC/D  |
| 6 | Latt Shwe Zin      | MYA Mianmar         | 8:17.76 | SC/D  |

#### Quartos-finais 3
| # | Athlete          | País              | Tempo   | Notas |
| - | ---------------- | ----------------- | ------- | ----- |
| 1 | Rumyana Neykova  | BUL Bulgária      | 7:22.37 | SA/B  |
| 2 | Zhang Xiuyun     | CHN China         | 7:23.30 | SA/B  |
| 3 | Pippa Savage     | AUS Austrália     | 7:34.03 | SA/B  |
| 4 | Soraya Jadue     | CHI Chile         | 7:51.52 | SC/D  |
| 5 | Fabiana Beltrame | BRA Brasil        | 7:52.65 | SC/D  |
| 6 | Shin Yeong-Eun   | KOR Coreia do Sul | 7:58.71 | SC/D  |

#### Quartos-finais 4
| # | Athlete           | País              | Tempo   | Notas |
| - | ----------------- | ----------------- | ------- | ----- |
| 1 | Ekaterina Karsten | BLR Bielorrússia  | 7:25.74 | SA/B  |
| 2 | Frida Svensson    | SWE Suécia        | 7:29.29 | SA/B  |
| 3 | Emma Twigg        | NZL Nova Zelândia | 7:34.24 | SA/B  |
| 4 | Rika Geyser       | RSA África do Sul | 7:44.14 | SC/D  |
| 5 | Gabriela Best     | ARG Argentina     | 7:46.45 | SC/D  |
| 6 | Lee Ka Man        | HKG Hong Kong     | 8:04.68 | SC/D  |

### Semi-finais C/D
- Regras de Qualificação: 1-3->FC, 4-5->FD, 6..->FE

#### Semi-finais C/D 1
| # | Athlete          | País              | Tempo   | Notas |
| - | ---------------- | ----------------- | ------- | ----- |
| 1 | Maira Gonzalez   | CUB Cuba          | 8:02.10 | FC    |
| 2 | Nuria Dominguez  | ESP Espanha       | 8:03.61 | FC    |
| 3 | Gabriela Best    | ARG Argentina     | 8:09.61 | FC    |
| 4 | Fabiana Beltrame | BRA Brasil        | 8:13.01 | FD    |
| 5 | Shin Yeong-Eun   | KOR Coreia do Sul | 8:23.62 | FD    |
| 6 | Elana Hill       | ZIM Zimbabwe      | 8:34.27 | FE    |

#### Semi-finais C/D 2
| # | Athlete        | País              | Tempo   | Notas |
| - | -------------- | ----------------- | ------- | ----- |
| 1 | Rika Geyser    | RSA África do Sul | 7:59.67 | FC    |
| 2 | Soraya Jadue   | CHI Chile         | 8:13.67 | FC    |
| 3 | Inga Dudchenko | KAZ Cazaquistão   | 8:16.95 | FC    |
| 4 | Camila Vargas  | ESA El Salvador   | 8:22.35 | FD    |
| 5 | Latt Shwe Zin  | MYA Mianmar       | 8:24.23 | FD    |
| 6 | Lee Ka Man     | HKG Hong Kong     | 8:30.80 | FE    |

### Semi-finais A/B
- Regras de Qualificação: 1-3->FA, 4..->FB

#### Semi-finais A/B 1
| # | Athlete            | País                | Tempo   | Notas |
| - | ------------------ | ------------------- | ------- | ----- |
| 1 | Zhang Xiuyun       | CHN China           | 7:31.33 | FA    |
| 2 | Michelle Guerette  | USA Estados Unidos  | 7:35.69 | FA    |
| 3 | Miroslava Knapková | CZE República Checa | 7:38.14 | FA    |
| 4 | Gabriella Bascelli | ITA Itália          | 7:42.10 | FB    |
| 5 | Pippa Savage       | AUS Austrália       | 7:43.98 | FB    |
| 6 | Frida Svensson     | SWE Suécia          | 7:46.38 | FB    |

#### Semi-finais A/B 2
| # | Athlete           | País              | Tempo   | Notas |
| - | ----------------- | ----------------- | ------- | ----- |
| 1 | Ekaterina Karsten | BLR Bielorrússia  | 7:32.86 | FA    |
| 2 | Rumyana Neykova   | BUL Bulgária      | 7:33.29 | FA    |
| 3 | Julia Michalska   | POL Polônia       | 7:38.04 | FA    |
| 4 | Emma Twigg        | NZL Nova Zelândia | 7:38.09 | FB    |
| 5 | Iva Obradović     | SRB Sérvia        | 7:52.39 | FB    |
| 6 | Sophie Balmary    | FRA França        | 7:56.73 | FB    |

### Finais

#### Final E
| # | Athlete       | País          | Tempo   | Notas |
| - | ------------- | ------------- | ------- | ----- |
| 1 | Lee Ka Man    | HKG Hong Kong | 7:56.07 |       |
| 2 | Heba Ahmed    | EGY Egito     | 8:07.10 |       |
| 3 | Elana Hill    | ZIM Zimbabwe  | 8:09.94 |       |
| 4 | Homa Hosseini | IRI Irã       | 8:18.20 |       |

#### Final D
| # | Athlete          | País              | Tempo   | Notas |
| - | ---------------- | ----------------- | ------- | ----- |
| 1 | Fabiana Beltrame | BRA Brasil        | 7:43.04 |       |
| 2 | Shin Yeong-Eun   | KOR Coreia do Sul | 7:48.31 |       |
| 3 | Latt Shwe Zin    | MYA Mianmar       | 8:00.05 |       |
| 4 | Camila Vargas    | ESA El Salvador   | 8:02.91 |       |

#### Final C
| # | Athlete         | País              | Tempo   | Notas |
| - | --------------- | ----------------- | ------- | ----- |
| 1 | Rika Geyser     | RSA África do Sul | 7:35.06 |       |
| 2 | Nuria Dominguez | ESP Espanha       | 7:36.12 |       |
| 3 | Maira Gonzalez  | CUB Cuba          | 7:42.68 |       |
| 4 | Gabriela Best   | ARG Argentina     | 7:45.21 |       |
| 5 | Soraya Jadue    | CHI Chile         | 7:48.35 |       |
| 6 | Inga Dudchenko  | KAZ Cazaquistão   | 8:16.09 |       |

#### Final B
| # | Athlete            | País              | Tempo   | Notas |
| - | ------------------ | ----------------- | ------- | ----- |
| 1 | Frida Svensson     | SWE Suécia        | 7:48.19 |       |
| 2 | Gabriella Bascelli | ITA Itália        | 7:48.91 |       |
| 3 | Emma Twigg         | NZL Nova Zelândia | 7:51.63 |       |
| 4 | Pippa Savage       | AUS Austrália     | 7:53.43 |       |
| 5 | Iva Obradović      | SRB Sérvia        | 7:53.83 |       |
| 6 | Sophie Balmary     | FRA França        | 7:58.88 |       |

#### Final A
| # | Athlete            | País                | Tempo   | Notas |
| - | ------------------ | ------------------- | ------- | ----- |
|   | Rumyana Neykova    | BUL Bulgária        | 7:22.34 |       |
|   | Michelle Guerette  | USA Estados Unidos  | 7:22.78 |       |
|   | Ekaterina Karsten  | BLR Bielorrússia    | 7:23.98 |       |
| 4 | Zhang Xiuyun       | CHN China           | 7:25.48 |       |
| 5 | Miroslava Knapková | CZE República Checa | 7:35.52 |       |
| 6 | Julia Michalska    | POL Polônia         | 7:43.44 |       |

Legenda
| Recorde mundial      | Recorde mundial (World record)               |                       | Recorde africano                      | Recorde africano (African) |                                           | Q | Classificado por posição (Qualified) |
| Recorde olímpico     | Recorde olímpico (Olympic record)            | Recorde da América    | Recorde da América (Americas)         | q                          | Classificado por melhor tempo (Qualified) |   |                                      |
| Melhor marca do ano  | Melhor marca do ano (World leading)          | Recorde asiático      | Recorde asiático (Asian)              | DNS                        | Não largou (Did not start)                |   |                                      |
| Recorde nacional     | Recorde nacional (National record)           | Recorde europeu       | Recorde europeu (European)            | DNF                        | Não terminou (Did not finish)             |   |                                      |
| Recorde pessoal      | Recorde pessoal do atleta (Personal best)    | Recorde da Oceania    | Recorde da Oceania (Oceania)          | DSQ / DQ                   | Desclassificado (Disqualified)            |   |                                      |
| Recorde da temporada | Recorde da temporada do atleta (Season best) | Recorde sul-americano | Recorde sul-americano (South America) | NM                         | Sem marca (No mark)                       |   |                                      |

### Remo
| S | Classificado(a) para as semifinais |    |                        | FA | Final A (disputa de medalhas) |  |  | FD | Final D (sem medalhas) |
| Q | Classificado(a) para as quartas    | FB | Final B (sem medalhas) | FE | Final E (sem medalhas)        |  |  |    |                        |
| R | Classificado(a) para a repescagem  | FC | Final C (sem medalhas) | FF | Final F (sem medalhas)        |  |  |    |                        |